# Скабиоза бледно-жёлтая
Скабио́за бледно-жёлтая, или жёлтая (лат. Scabiósa ochroléuca), — вид травянистых растений, относящийся к роду Скабиоза, относящегося к подсемейству Ворсянковые (Dipsacoideae) семейства Жимолостные (Caprifoliaceae).

## Ботаническое описание

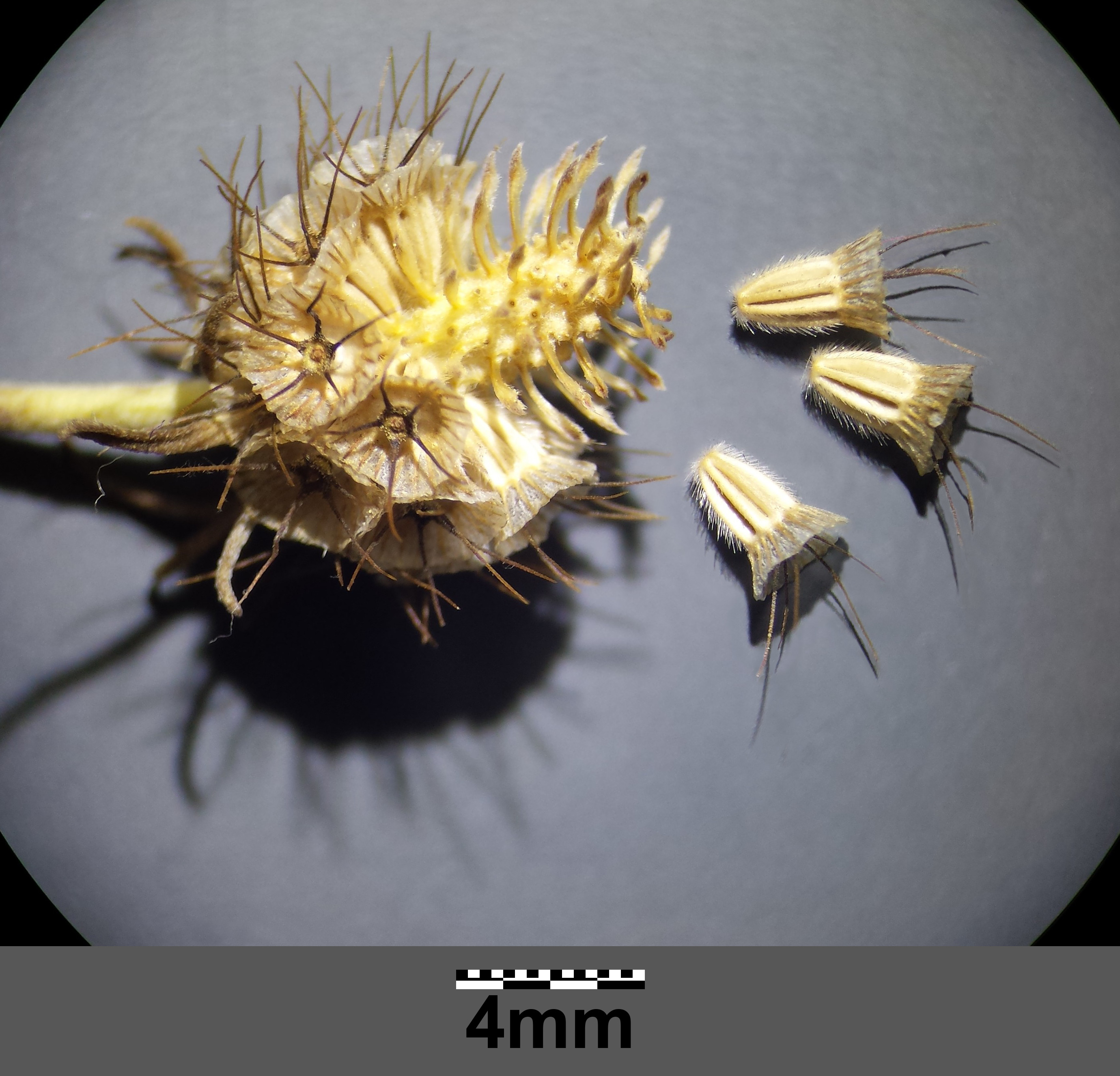
Распотрошённое соцветие в плодах

Многолетнее или двулетнее растение с одним, реже с несколькими прямостоячими стеблями 30—80 см высотой, часто разветвлёнными в средней части, в нижней части и под соцветиями курчаво-волосистыми.
Прикорневые листья черешчатые, цельные до лировидных, в очертании эллиптические. Стеблевые листья супротивные, нижние и средние ланцетные в очертании, лировидные до перисторассечённых и дважды перисторассечённых (тогда доли часто лировидные).
Цветки в одиночных верхушечных головках 2—3 см в диаметре. Обёртка из линейных листочков, короче цветков. Венчики бледно-жёлтые, пятилопастные, с внешней стороны несколько опушённые, срединные 5—7 мм длиной, краевые — вдвое крупнее.
Плоды — семянки 3,6—4,4 × 2,4—2,8 мм, с плёнчатой коронкой 1—15 мм шириной, с пятью тёмно-коричневыми щетинковидными зубцами чашечки, втрое превышающими коронку.

## Распространение
Широко распространённое в Евразии растение от Средней Европы на западе до Монголии и Даурии на востоке. Встречается преимущественно по степям и остепнённым лугам, сосновым лесам, в горных склонах.

## Таксономия
Scabiosa ochroleuca L., Sp. Pl. 1: 101 (1753).

### Синонимы
- Asterocephalus flavescens (Griseb. & Schenk) Schur, 1859
- Asterocephalus ochroleucus (L.) Spreng., 1825, nom. illeg.
- Columbaria ochroleuca (L.) J.Presl & C.Presl, 1819
- Pentena ochroleuca (L.) Raf., 1838
- Scabiosa columbaria subsp. ochroleuca (L.) Čelak., 1871
- Scabiosa flavescens Griseb. & Schenk, 1852
- Scabiosa heterophyllos S.G.Gmel., 1774
- Scabiosa lutescens Gilib., 1782, nom. inval.
- Scabiosa ochroleuca subsp. danubialis Velen., 1891
- Scabiosa ochroleuca subsp. rhodopea Velen., 1894
- Scabiosa rhodopea (Velen.) Velen., 1922
- Scabiosa scopolii Link, 1821
- Scabiosa stellata Schangin, 1793, nom. inval.
- Scabiosa tenuifolia Roth, 1788